# Cannaboides
Capnophyllum es un género de plantas herbáceas perteneciente a la familia de las apiáceas.  Comprende 2 especies descritas. Es originario de Madagascar.

## Taxonomía
El género fue descrito por Ben-Erik van Wyk y publicado en Taxon 48: 740. 1999.

## Especies
A continuación se brinda un listado de las especies del género Cannaboides descritas hasta julio de 2013, ordenadas alfabéticamente. Para cada una se indica el nombre binomial seguido del autor, abreviado según las convenciones y usos.
- Cannaboides andohahelensis (Humbert) B.-E.van Wyk
- Cannaboides betsileensis (Humbert) B.-E.van Wyk